# اسکای لوپز
کوری فلوریس (به انگلیسی: Corrie Floris) شناخته شده با نام حرفه‌ای اش اسکای لوپز (انگلیسی: Sky Lopez؛ زاده ۲۳ دسامبر ۱۹۷۵) بازیگر پورنوگرافی اهل ایالات متحده آمریکا است.